# بوحمارة
عمر بن إدريس الجيلالي بن ادريس محمد اليوسفي الزرهوني، لقَّبه خصومه بالروكي وبوحمارة (1860، أولاد يوسف؛ توفي 2 سبتمبر 1909، فاس) هو ثائر ومعارض مغربي نازع العلويين على حكم المغرب، ادعى أنه مولاي امحمد، المقصي من ولاية العهد، فسيطر على المغرب الشرقي وأصبح يهدد السلطة المركزية نتيجة المساعدات الفرنسية والإسبانية التي حصل عليها مقابل استغلال الدولتين لمناجم المنطقة. أقام مملكته التي جعل عاصمتها مدينة تازة وتوج نفسه سلطاناً بها وحكم لمدة 7 سنوات متتالية.

## ألقابه
اسمه الحقيقي كما أثبته بنفسه، هو الجيلاني بن عبد السلام بن إدريس اليوسفي الزرهوني، وسبب تسميته ببوحمارة، أنه لما زار مدينة فاس في عهد السلطان مولاي عبد العزيز، وصلى الجمعة هناك، عندما هم بالخروج امتطى حمارة. وكلمة الزرهوني مجرد لقب له لأنه ولد في مدينة زرهون قرب مكناس، أصبح اسمه الكامل مع الألقاب والملحقات هو عمر بن إدريس الجيلالي الزرهوني الروكي وعندما خسر رهانه السياسي أطلق عليه خصومه لقب «بوحمارة»، تيمناً بدابته التي جال بها المغرب لنشر دعوته.
كل من كان يسعى في المغرب إلى عزل السلطان وإقامة حكومة جديدة، دون انتماء حقيقي للسلالة الملكية، كان يحمل لقب الروكَي. وفي الحقيقة، فالمغرب عرف كثيرا من أمثال هذا الطامع في العرش، في بحر عام 1862، في ظل حكم سيدي محمد، انتفض رجل من فخدة الروكَا المنتمية لقبيلة سفيان في الغرب، يدعى الجيلالي الروكَي، وحشد بعض الأنصار، وبعد قتل قائد قبيلته توجه إلى فاس. لم يجد السلطان أدنى صعوبة في القضاء على منافسه، إذ تسلم فيلق العسكر المبعوث لمواجهته جثته في زاوية زرهون، حيث كان قد لجأ قبل قضاء سكان المنطقة عليه. لم تستمر تلك الانتفاضة أكثر من ثمانية وأربعين يوما، ومنذ ذاك، أصبح لقب الروكَي ملازما لكل منتفض من ذات الطينة، مع إصرار المخزن على إلصاق هذه الكنية المزعجة ضده لتمريغ سمعته في التراب.

## نشأته
استقرت أسرة بوحمارة بمنطقة زرهون منذ أمد بعيد، وهناك خلاف حول تاريخ مولده، حيث يرى الصحفي الأجنبي «ريني مولان» (Moulin Reni)، صاحب «المجلة الأسبوعية الفرنسية»، أن بوحمارة ولد سنة 1862م، أما عبد الوهاب بنمنصور فقد ذكر في الجزء الأول من مؤلفه: «أعلام المغرب العربي» أن مولده كان سنة 1865م، بينما ذكر «شارل أندري جوليان»(Charle Andres Julien) أن ذلك كان سنة 1886م.
درس الجيلالي في سلك الطلبة المهندسين، حيث تمدرس في فاس وتلمسان والجزائر العاصمة وباريس، وخدم كطوبوغرافي في الجيش ليصير بعد ذلك موظفا في القصر السلطاني في مراكش، يشغل منصب كاتب لمولاي عمر، شقيق السلطان مولاي عبد العزيز.
بعد بضع سنوات من عمله هذا، استطاع الجيلالي الزرهوني أن يكتسب الكثير من الخبرة في مجال كتابة الوثائق وتوقيع العقود، وهو ما جعله يقدم - كما يشاع عنه - على مغامرة غير محسوبة العواقب حينما قام بتزوير وثائق رسمية، وحصل على مبالغ مالية كبيرة،[بحاجة لمصدر] فتم إبعاده فورا عن القصر السلطاني بتهمة التآمر على السلطان. وكان ذلك في حقبة تحمل مولاي عمر لمسؤولية خليفة فاس، بتزامن مع رحلة مولاي الحسن إلى تافيلالت، ليُرمى به في السجن الذي لم يغادره إلا بعد سنتين.

## مغامرته السياسية
بعد فترة وجيزة من إبعاده من القصر، استطاع الحصول على منصب كاتب لدى حمو الحسن، قائد بني مطير. غادر هذا المنصب سريعا لأنه كان يعد لثورة. لقد تبخر الزرهوني من إقامة القايد حمو سنة 1901 ولم يعد أحد يسمع له خبرا. بعد ذلك الاختفاء الغامض، وقضائه فترة من الوقت في الجزائر وتونس، حيث سافر وتردد على الرباطات والزوايا وأقام في مستغانم، متتلمذا ومريدا للشيخ سيدي محمد بن عبد القادر بن عدة البوعبدلي، ثم عاد إلى المغرب الشرقي والريف.
بدأت الأخبار تتحدث عن ظهور رجل يجوب القرى والقبائل مبشرا بشيء لم يعهدوه من قبل. فأعلن أنه مولاي محمد، الابن الأكبر للسلطان الحسن الأول.
بفضل الهيبة التي تمتع بها لدى القبائل، أصبح شيخ زاوية، وأسس طريقة خاصة بأتباعه. وحسب الباحث محمد الصغير الخلوفي، فإن الطريقة التي أسسها بوحمارة شاذلية عرفت باسم الطريقة النورانية، تم نشرها بين القبائل عن طريق نشرات خاصة بخط اليد كانت توزع على نطاق واسع، والطريقة تلخيص لآراء صوفية دونت بأسلوب متواضع. قام باستعمال النهي عن المنكر وسيلة لمعارضة السلطان مولاي عبد العزيز، فقام بتركيز حملته على ضرورة محاربة الكفار الذين استقروا بالجهات الشرقية والشمالية، والذين يريدون الاستيلاء على البلاد بعد إغراقها في الديون.
فاستغل معرفته بالعلوم الشرعية وبالفقه في استمالة سكان القرى والقبائل التي كان يمر منها. بل إنه كان خبيرا أيضا في السحر والتنجيم، وبرع في مجال الخدع السحرية وقراءة حركات النجوم ومواقع الأفلاك، وهذا امتياز كبير لم يكن يحظى به الكثيرون في ذلك الوقت، وهو ما جعل الجيلالي الزرهوني يستغل مواهبه إلى أقصى حد، فصارت دعوته تلقى القبول في أطراف كبيرة من شمال المغرب، في وقت كانت السلطة المركزية غارقة في بحر من المشاكل الداخلية والخارجية التي ستودي بالمغرب لاحقا إلى أتون الحماية الأجنبية.
ركب الجيلالي الزرهوني حمارته وصار يجوب القرى والقبائل انطلاقا من ضواحي فاس ومرورا بتازة ووجدة وانتهاء بقبائل الريف وجبالة. فاتخذت السلطنة الجديدة محورا لنشاطاتها مدينة تازة ثم وجدة وأخيرا قصبة سلوان.
اختار الزرهوني منطقة شمال المغرب لأنها كانت في منزلة بين المنزلتين، فلا هي تابعة بالكامل لحكم السلطان في فاس أو مراكش، ولا هي مستقلة بالكامل عن الحكم المركزي، لكنها في كل الأحوال ظلت في منأى عن قبضة المخزن، وسكانها ميالون إلى الثورات والتمرد، وهو ما جعل بوحمارة يعتقد أن هذه المنطقة هي التربة الخصبة لنمو دعوته إلى الثورة والتمرد على السلطان. ولم تتردد هذه القبائل في مبايعته سلطانا على المغرب.
غزا بوحمارة أكثر القبائل من شرق المغرب ولما عاين قادة وشيوخ القبائل وشجعانها ما يفعله بوحمارة من القتل والتنكيل بمعارضيه أصبح منهم الناصر المنتصر له، وكان منهم من قام في وجهه وقاتل حتى قتل أو حرق دون ماله وعرضه وحريمه ومنهم ما سلك سبيل المصالحة والمسالمة. فانقسمت قبائل شرق المغرب بين «روكيين» و«محمديين». ومن أبرز ما حدث بين تلك القبائل الصراع الذي نشب بين قبيلة لمهاية بقيادة الحاج السهلي وبني يزناسن التي تزعمها محمد الصغير ولد البشير، بعد أن دخل عرب لمهاية، المساندون لبوحمارة، لمدينة وجدة وطردوا عاملها عبد المالك السعدي سنة، بعد أن تغلبت على قبائل أولاد علي بن طلحة وأجبرت عامل وجدة على الفرار قاصدا الأراضي الجزائرية. فنشب صراع بين المهاية والقبائل المساندة للسلطان ومنهم بني يزناسن. وعلى إثرها قام السلطان الحسن الأول بإرسال شريف وزان مولاي عبد السلام رئيس زاوية مولاي الطيب لفك النزاع بين المهاية وأهل أنكاد.

### التحول إلى سلطان
عندما أحس الزرهوني باشتداد عوده، انتقل إلى المرحلة الأكثر أهمية في ثورته، حين زعم أنه الابن البكر للسلطان الراحل الحسن الأول، مولاي محمد، وأدلى لمن يشك في ذلك بوثائق تثبت نسبه.
تحول الجيلالي بوحمارة من مجرد ثائر ومتمرد إلى سلطان، وهذا ما حوّله إلى ظاهرة حقيقية، خصوصا وأنه استغل جيدا علمه بالواقع السياسي المغربي حين زعم أنه مولاي محمد ابن الحسن الأول، في الوقت الذي كان مولاي محمد الحقيقي سجينا لدى أخيه السلطان مولاي عبد العزيز. هكذا كانت المعلومة في يد الزرهوني قوة حقيقية. كان يعرف أن ادعاءه بنوة السلطان الراحل لن يشكك فيها أحد لأن السلطان الأب مات، والابن البكر الحقيقي مسجون. كما أن أغلب المغاربة كانوا بعيدين عما يجري في دواليب البلاطات. إنها الثورة المناسبة في الوقت المناسب.

### مذبحة قصبة بني بوزكو
أراد بوحمارة أن يستن بسنة من تقدمه من الملوك من التزوج ببنات كبار القواد ولتوثيق الصلة والعلاقة بينهم. وقد علم أن القائد حمادة، أحد زعماء قبيلة بني بوزڭو، كانت بنته زوجة للمولى الحسن الأول، فبعث إليه يخطب بنتا له. ولما أهديت له ورآها امتنع من اتخاذها زوجة، ولما بلغت كلمته القائد حمادة رأى أن هذه إهانة ومساومة فاضحة في حريمه، ولكنه كظم غيظه إلى حين، ارسل إلى بوحمارة قوله: إن المولى الحسن كان قد بعث من يختار له من عريفاته ووزرائه، فابعثوا أنتم كذلك من يتولى ذلك الأمر. فقبل بوحمارة هذا الجواب، واتفق الطرفان على يوم معين للحضور بقصبة القائد ببني بوزكو.
ثم بعث القائد حمادة إلى عامل وجدة وجيش المخزن المتواجد هناك طالبا من قادته أن يبعثوا إليه بمائة بغل مجهزة للرحيل ومعها من يصلح شأنها، ولا بد أنه كشف لهم عن الخطة التي نصبها وهيأها للقضاء على أنصار بوحمارة. ولذلك لا بد من الرحيل العاجل من بني بوزكو والانضمام إلى جيش المخزن بوجدة وضواحيها. وهي المدينة التي ستسقط لاحقا في يد قبيلة لمهاية، أنصار بوحمارة.
ولما وصل قادة بوحمارة إلى بني بوزكو قابلهم واستضافهم، وفي المساء وبعد استراحة القوم، أمر القائد حمادة بإحضار كسوة جديدة لكل واحد من أولئك الأكابر وطلب منهم أن يبادروا إلى دخول الحمام للاستراحة أكثر وارتداء اللباس الجديد. وكان قبل ذلك قد درس وناقش خطة المذبحة وقطع الرؤوس مع إخوانه وأقاربه وعبيده ومن يهمهم الأمر، وجعل القضاء على الأكابر والقادة واحدا واحدا أول شيء، وبعد الانتهاء من ذبحهم يطلق رصاصة في الهواء إيذانا بذبح الباقين ببيوت إخوانه وأقاربه. راح ضحيتها ما يقرب من سبعين شخصا.

### هزيمته للسلطان العلوي
تكون جيش بوحمارة من أربع عشرة قبيلة، منها قبيلة تمسمان وبني توزين وبني وليشك وبني سعيد وتفرسيت وامطالسة وبني سيدال وبني بوغافر وبني شيكر ومزوجة وبني بويفرور. كما أن الحرب التي واجهت المخزن كنتيجة لتمرد بوحمارة ساهمت في إضعاف الدولة، وإفراغ الخزينة.
أصبح بوحمارة السلطان الشرعي لجزء من البلاد، وهكذا أصبح الاسم الذي ينادى به مزيجا من الازدراء والإعجاب، بين بوحمارة ومولاي محمد.
بعد ذلك سن بوحمارة ظهائر سلطانية وأسس عددا من الوزارات.
بعد أن تحول بوحمارة إلى قوة ضاربة، استطاع أن يوقع هزيمة مرة بجيش السلطان سنة 1902، أي بعد سنة واحدة فقط بعد بدء تمرده على المخزن. ومما أعطى انتصار بوحمارة وهجه وزاد في شهرته بين القبائل، هو أن جيش السلطان كان يقوده الأخ الأصغر لمولاي عبد العزيز، المعروف باسم مولاي لكبير، وهو المنصب الذي تولاه شقيق السلطان برغبة شخصية من مولاي عبد العزيز، ليس لأنه خبير في الحروب أو ضليع في أمور الجيش، بل لأن هذا المنصب يوفر لصاحبه الكثير من الامتيازات، ليس أولها الاستفادة من الميزانية التي تخصص للجيش، وليس آخرها التلاعب في المصاريف وتحويلها إلى الحسابات الخاصة. إنها واحدة من الظواهر التي عجلت، ليس فقط بالسقوط في براثن الفتنة الداخلية، بل أيضا بتحويل المغرب إلى لقمة سائغة في أفواه البلدان الأوروبية المتربصة به.

## اتفاقياته مع المستعمرين
بعد انتصار 1902، أصبح بوحمارة ظاهرة حقيقية وصار يفرض سطوته بين القبائل بلغة الترهيب والترغيب، وأصبح المخزن يحسب له ألف حساب.
لم يكن الحس السياسي والوعي الدبلوماسي ولعبة التوازنات غائبة عن ذهن بوحمارة، الذي قضى ردحا غير قصير من الزمن في خدمة السلطان، لذلك عندما أحس باشتداد شوكته وصلابة عوده واجتماع القبائل من حوله، سارع إلى عقد اتفاقيات مع فرنسا وإسبانيا، تسمح لهما باستغلال مناجم في المنطقة، حيث فازت فرنسا بصفقة لاستغلال منجم «أفرا» للرصاص، بينما بدأت إسبانيا في استغلال منجم «ويكسان» للحديد. ومقابل ذلك، حظي بوحمارة بدعم مالي من هذين البلدين، إضافة إلى تزويده بالأسلحة من أجل عصرنة جيشه المتعاظم في المنطقة.
بعض جبال قبيلة بني بويفرور كانت غنية بالمعادن، خاصة الحديد والرصاص، فقام بالتفاوض مع الأخوين «بايي» (Baille) واتفق معهما، نهاية سنة 1904 على استغلال هذه المناجم لمدة تسع وتسعين سنة. وبسبب عدم توفر الأخوين «بايي» على الرأسمال الكافي لاستغلال المناجم، قاما باتفاق مع «ماسنيت» (Massenet)، يقضي باستغلال منجم المنطقة وكانت لبوحمارة علاقات مع قواد المنطقة، من بينهم احميدة بن شلال، الذي تزوج بوحمارة أحد أخواته.
بعد الوصول إلى اتفاق مع القائد احميدة بن شلال، وعدة شيوخ بني بويفرور، قام بوحمارة أيضا باتفاق مع «ماسنيت» على أساس استغلال هذا الأخير لمعادن بني بويفرور. وبعد زيارته لعدة مناجم، وصل «ماسنيت» إلى اتفاق مع بوحمارة بتاريخ 8 ماي 1907 حصل بواسطته على امتياز عام لاستغلال جميع مناجم الرصاص والنحاس، والذهب والفضة بجبال قلعية، في مقابل حصة كبيرة من النقود، حيث سلم ماسينيت لبوحمارة بين 3 يونيو و27 نوفمبر 1907 مبلغا إجماليا يقدر بمائتين وخمسين ألف بسيطة.
ومن جهته قام يهودي جزائري يدعى «دافيد شربيت»، الذي فر من وهران بعد إفلاس تجارته، بالاستقرار بمليلية وتعاطى لتجارة القماش. دخل «دافيد شاربيت» في علاقات مع بوحمارة ومع باقي زعماء المنطقة مثل عبد الكريم، أمين ديوانة مليلية، والشريف سيدي الحاج فاضل الناصري، اللذين كانا يترددان على محل دافيد شربيت الكائن بحي البوليغونو Barrio del Polígono بمليلية. وبسبب الخيرات المعدنية لبني بويفرور، قام «دافيد شربيت» بدور وسيط بين بوحمارة ومجموعة مالية إسبانية مهتمة بعقد صفقة معه. هذه المجموعة كان يمثلها «أنريك مثبهارسون» (Enrique Mcpherson)، وهو شريك مهندس المعادن «ألفونسو دو لا فايي» (Alfonso de la Vallée) الذي قام بين سنتي 1905 و1907 بالدراسة الجيولوجية لمعادن أوكسان، وبعد مفاوضات، سلم بوحمارة مناجم حديد بني بويفرور «لأنريك مثبهارسون» و«ألفونسو دو لا فايي»، اللذين أسسا سنة 1907 النقابة الأسبانية لمناجم الريف (Sindicato Español de Minas del Rif). وقد قامت شركة (la Razón Minera G. Y A. Figueroa) بمحاولة لإقناع بوحمارة بفسخ اتفاقه مع ماسينيت والمجموعة التي يمثلها أنريك مثبرسون، وهو ما جعل «ديل فايي» (Del Valle)، وفرنانديز يقومان بمنح بوحمارة، في سبيل هذا الهدف، مبلغ مائتين وخمسين ألف بسيطة التي طالب بها. أما «دافيد شاربيت»، «شريك أنريك مثبرسون» فقام بمحاولة لمنع هذا الاتفاق، في حين إن ممثل المجموعة الإسبانية الجديدة أي شركة (G. y A. Figueroa)، وعدت بوحمارة بمنحه قيمة مالية قد تصل إلى مليون بسيطة، وبعد منافسة شديدة، لأجل الحصول على معدن أوكسان، توصل الطرفان إلى اتفاق بالتشارك، لإنشاء «الشركة الإسبانية لمناجم الريف» في يونيو 1908، وهي شركة مجهولة الاسم، ذات رأسمال يقدر بخمسة ملايين بسيطة في شكل أسهم محررة.
من جانبه، لم يقبل الريفيون تنازلات بوحمارة للمستعمر الأسباني، وتمردوا على سلطته في عام 1907 بقيادة الشريف محمد أمزيان. بدأ أمزيان يضايق الأسبان وتمكن من وقف عمليات التعدين في أكتوبر عام 1908 بالهجوم على عمال المناجم، واضطر بذلك بوحمارة إلى مغادرة سلوان، يوم 4 ديسمبر من تلك السنة.

## انهزامه واعدامه

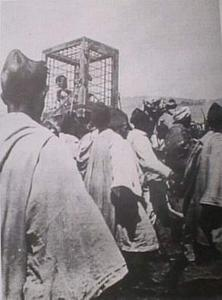
الجيلالي الزرهوني يعرض في قفص في العاصمة فاس

زادت المسألة المغربية تعقيدا عندما اختطف الريسوني، والذي قاد ثورة أخرى، رعايا أجانب مقيمين في طنجة ونواحيها، فأرسلت الولايات المتحدة وابريطانيا سفنها الحربية إلى السواحل المغربية، فاضطر السلطان عبد العزيز إلى تعيينه عاملا بأحواز طنجة حتى يتقي شره ويتفرغ لمواجهة ثورة بوحمارة. كل هذه الأحداث دفعت الدول الأوربية إلى عقد مؤتمر الجزيرة الخضراء للنظر في المسألة المغربية.
عزل السلطان عبد العزيز من طرف أخيه مولاي عبد الحفيظ في 1907 ثم بايعه أهل فاس في يناير 1908. وحاول السطان الجديد معارضة قرارات مؤتمر الجزيرة الخضراء، لكنه تعرض لتهديد الدول الأوربية التي قررت عدم اعترافها به إلا بعد اعترافه بتلك القرارات، مما أجبره على قبولها. وتمكن م.عبد الحفيظ من الحصول على قرض من فرنسا بمبلغ 104 مليون فرنك قصد مواجهة التدهور الداخلي، مما مكنه من القضاء على ثورتي بوحمارة والريسوني.
قاد معركته الأخيرة ضد جيش السلطان حفيظ في عام 1909، بدعم من جانب فرنسا. بعد أن تأكد من أن جيشه قد اقترب من نهايته، لجأوا إلى مسجد في الزاوية الدرقاوية، حسب الاعتقاد بأن حياته ستكون بمنأى عن الخطر. لكن على الرغم من الطابع المقدس للزاوية، تعرضت للقصف ودمرت بالمدفعية الثقيلة التي قدمها للسلطان حلفاؤه الفرنسيون. تم القبض على جيلاني زرهوني مع 400 من جنوده وموظفيه واقتيد إلى مدينة فاس.
بسبب المعاملة غير الإنسانية، من أصل 400 سجين لم يصل إلى فاس سوى 160 منهم أحياء. وفي يوم 2 سبتمبر 1909، تم تعذيب وإعدام الجميع في الأماكن العامة، وتم سلخ 32 جثة، بينها بوحمارة، وتسليمها إلى الوحوش، وهو الحادث الذي صدم القنصليات الأوروبية في المغرب.